# 包身工
《包身工》，中国现代作家夏衍所著的报告文学作品，写于1935年。《包身工》一文以报告文学的形式叙述了上海等地包身工遭遇的种种非人的待遇，以及带工老板等人对他们残忍的压榨。
《包身工》曾被从中国大陆高中《语文》课本中删除，2007年重新入选。